# Калдага
Калдага́ (рос. Калдага) — село у складі Газімуро-Заводського району Забайкальського краю, Росія. Входить до складу Ушмунське сільського поселення.

## Населення
Населення — 89 осіб (2010; 100 у 2002).
Національний склад (станом на 2002 рік):
- росіяни — 100 %